# Сийл
Сийл (на английски: Seal) е артистичният псевдоним на британски певец Хенри Олусегун Адеола Самюъл (на английски: Henry Olusegun Adeola Samuel).

## Биография
Роден е на 19 февруари 1963 г. в Падингтън, Англия. Родителите му Абедиси и Франсис Самюъл са емигранти, съответно от Нигерия и Бразилия. Още като малък боледува от тежка кожна болест, която остава белези по лицето му и води до загуба на коса.
Музикалната му кариера започва през 1990 г., когато изпява песента Killer, която достига номер 1 във Великобритания. Подписва договор със Зи Ти Ти Рекърдс и издава дебютния си албум, озаглавен Seal, през 1991 г. Той включва песните Crazy, Future Love Paradise, както и версия на Killer.
Вторият му албум, Seal II, излиза през 1994 г. Третият му сингъл Kiss From a Rose е включен в саундтрака към филма Batman Forever и това му донася международен успех. Песента печели две награди Грами за 1996 г., една от които е за песен на годината, и се превръща в най-продавания сингъл на Сийл на американския пазар. По-късно той прави кавър на песента Fly Like an Eagle за филма Space Jam.
Четири години след последния си албум, Seal издава Human Being (1998 г.). За него, изпълнителят прекратява договора си със Зи Ти Ти Рекърдс и подписва с Уорнър Брадърс Рекърдс. От албума излизат три сингъла: Human Beings, Latest Craze и Lost My Faith.
През 2001 г. публиката очаква поредния албум на Seal – Togetherland, който обаче е спрян. Официалната версия е, че изпълнителят не го смята за достатъчно добър. Според друга информация обаче, от Warner Brothers спират издаването на албума, т.к. смятат, че той няма да постигне пазарен успех.
През 2003 г. Seal все пак издава четвърти албум. Това е Seal IV, който, въпреки че не постига успеха на предишните, привлича отново внимание към изпълнителя. Година по-късно излиза и компилация с най-добрите хитове на Seal, озаглавена Seal: Best 1991 – 2004. В нея е включен кавър на песента на Bacharach и David – Walk on By.
На 4 януари 2005 г. Seal обявява годежа си със супермодела Хайди Клум. Двамата се женят през май същата година, а на 12 септември в Лос Анджелис се ражда сина им Henry Günther Ademola Dashtu Samuel.